# Mucanje
Mucanje ili disfemija (lat. battarismus) jest poremećaj govora koji se očituje ponavljanjem riječi ili nemogućnošću započinjanja izgovora riječi, iskrivljenim izgovorom slogova ili produljivanjem glasova. Izostanak tečnoga govora (disfluentnost) može biti i privremenom pojavom u stresnim situacijama uz ubrzan puls i crvenilo uz povećanu napetost mišićā usana, jezika ili lica. Uzrok poremećaja nije poznat, no zna se da se češće javlja u nekim obiteljima te da ponekad nastaje zbog poremećaja živčanog sustava. Također, istraživanja ukazuju na to da mucanje ima snažnu genetsku podlogu.
Učestalost poremećaja procjenjuje se na oko 1 % u odraslih te oko 2 % u djece i češća je kod dječaka. Oko jedne četvrtine mucanja kod djece prijeđe u doživotno. Unatoč tomu što se radi o relativno čestom problemu kod djece i mladih, lijek za mucanje još nije otkriven, a najučinkovitije metode liječenja i dalje provodi logopedija.

## Uzroci
Znanost pretpostavlja da postoji nekoliko uzroka.
Uzroci između ostalog mogu biti poteškoće pokreta i koordinacija, dišnog mišića, lica ili distrakcija, anksiozni poremećaji ili oštećenje govornog centra u mozgu. Danas se ipak smatra da je srž uzroka mucanja u samom centru za govor u kori velikog mozga i da je mucanje fizički poremećaj, a ne mentalno oboljenje.
Uzroci leže i u narušenoj kompleksnoj međuigri područja u mozgu odgovornih na procesiranje govora i zvuka. I manje genetske strukturne greške mogu izazvati razvojno mucanje. Smatra se da je u osoba koje mucaju izražena slabija neuralna povezanost u regijama mozga odgovornima za govor.
Mucanje može uvelike otežati život osobe u društvu te utjecati na samopoštovanje i međuljudske veze.

## Metode liječenja
Uklanjanjem straha, vježbe disanja i opuštanja te logopedske tehnike mogu pomoći da razvojno mucanje kod djece ne prijeđe u doživotno.
Kod mucanja je potpuno izliječenje, to jest potpuni nestanak simptomā u svim situacijama, posebice u odrasloj dobi, teško ili nemoguće. Kako mucanje oboljelima često predstavlja veliku prepreku, dvojbeni su pristupi koji obično obećavaju izlječenje unutar nekoliko dana. Stoga je preporučljivo prije terapije dobiti neovisan savjet stručnjaka koji nemaju nikakvih komercijalnih interesa.
Postoje dva glavna pristupa liječenju kod odraslih i djece. Kod djece razlikuju se direktni pristup koji se fokusira na sami govor i indirektni pristup koji naglasak stavlja na okolišne faktore. Metode za odrasle mogu se fokusirati na mijenjanje načina govora ili na smanjenje posljedica mucanja kao što su prihvaćanje, stres i anksioznost nastali zbog mucanja.

### Pristup modifikacijom
Ovaj pristup bihevioralnom terapijom temelji se na pretpostavci da je mucanje u osnovi neizlječivo jer je neurološka struktura jezika odrasle osobe toliko uobličena da su temeljite izmjene nemoguće. Pristup cilja prvenstveno na to da se prihvati mucanje kao način govora, nauči s njime živjeti i eksplicitno ga modificirati. Pristup se temelji na bihevioralnoj terapiji i uključuje razne aspekte kao što su:
- prihvaćanje i identifikaciju
- desenziblizaciju (pseudomucanje)
- modikaciju simptomā
- situacijski i komunikacijski trening.[7]

Pristup je nastao i dalje se razvijao 1930-ih na Sveučilištu u Iowi.

### Pristup jezičnom tehnikom
Suprotan je pristup koji se temelji na kombinacijama tehnika pjevanja i disanja te vokalnih tehnika kako bi se naučio novi način govora. Počevši od zapažanja da mucajući pri pjevanju nemaju istih problema kao kod govora, ovim pristupom vježba se jasniji govor, intonacija, tehnike disanja i retorički aspekti. Pristup su začeli i daljnje razvijali Karl Hartlieb, Oscar Hausdörfer, Ronald Muirden, Erwin Richter, Rudolf Denhardt, P. A. Kreuels i Leonard del Ferro. Također se može upotrijebiti elektroničko pomagalo za tečnost govora.

### Mentalni pristup
Ovom pretežno mentalnom (misaonom) metodom, koja vuče korijene iz natjecateljskih sportova, govor se uči nanovo i prirodno, bez straha i s jasnom strukturom s preučavanjem starih strukutra mucanja. Redovitim čitanjem i primjenom autosugestivnih i blagotvornih principa nesvjesno se treba pacijenta usmjeriti k željenu smjeru individualna i tečna govora. Utemeljitelj metode ropana jest Roland Pauli.
Druga je metoda Hausdörferova tehnika u kojoj osoba teži postati flegmatična, to jest osobu se želi naučiti da smatra da može govoriti i da su u njezinu govoru problem samo strahovi.

## Dijagnoza
Neke karakteristike govora osobe koja muca slušatelj ne može tako lako uočiti. Kao posljedica toga, dijagnosticiranje mucanja zahtijeva obradu logopeda. Dijagnoza mucanja koristi informacije iz neposrednog promatranja osoba i informacije o njegovom porijeklu, kroz povijest bolesti. Opći ciljevi procjene logopeda su utvrđivanje postoji li poremećaj govora i procijena težine poremećaja kako bi se odredio tretman.
Tijekom dijagnostičkih postupaka, logoped će promatrati različite aspekte govornog ponašanja osobe koja muca. Konkretno, logoped može testirati faktore uključujući tipove prisutnih disfluentnosti, koristeći test kao što je Indeks tipa disfluencije (DTI), njihovu učestalost i trajanje (broj ponavljanja, postotak zamućenih slogova: %SS) i brzina govora (slogova u minuti (SPM), riječi u minuti (WPM)). Oni također mogu testirati prirodnost i tečnost govora (skala za ocjenjivanje prirodnosti (NAT), test mucanja u djetinjstvu: TOCS) i fizičke prateće posljedice tijekom govora (Rileyjev instrument za ozbiljnost mucanja, četvrto izdanje (SSI-4)). Oni također mogu koristiti test za procjenu ozbiljnosti mucanja i predviđanja njegovog tijeka. Jedan od takvih testova uključuje instrument za predviđanje mucanja za djecu (SPI), koji analizira djetetovu povijest bolesti, ponavljanja i produženja djelomičnih riječi, te učestalost mucanja kako bi se odredila ozbiljnost disfluentnosti i prognoza za kroničnost u budućnosti.
Mucanje je višestruki, složeni poremećaj koji može utjecati na život osobe na različite načine. Djeca i odrasli se nadziru i procjenjuju radi dokaza o mogućim društvenim, psihološkim ili emocionalnim znakovima stresa koji se odnose na njihov poremećaj. Neke uobičajene procjene ovog tipa mjere faktore uključujući: anksioznost, percepciju sebe, kvalitetu života i općeg mentalnoga zdravlja.
Mucanje je moguće dijagnosticirati i prema američkom dijagnostičkom i statističkom priručniku V (DSM-V), što najčešće provodi psihijatar. Najnovije izdanje DSM-a opisuje ovaj poremećaj govora kao "poremećaj tečnosti govora u djetinjstvu (mucanje)" za razvojno mucanje i "poremećaj fluentnosti govora s početkom u djetinjstvu". Međutim, specifično obrazloženje za ovu promjenu u odnosu na DSM-IV je loše dokumentirano u objavljenoj literaturi APA-e, a neki smatraju da uzrokuje zabunu između vrlo različitih pojmova "tečnost" i "disfluentnost".

## Istraživanja
Još nema odobrena lijeka za mucanje, no antagonisti dopamina (neuroleptici) mogli bi pomoći u redukciji mucanja. Naime, istraživanja pokazuju da osobe koje mucaju imaju višak dopamina u regijama mozga odgovornima za procesiranje govora. Tikovi se kod mucanja javljaju i kod Tourettovog sindroma. Lijek koji je u nekim studijama pokazao učinkovitost jest Haloperidol, ali potrebna su daljnja istraživanja.
Jedan od vodećih znanstvenika u području mucanja američki je psihijatar Gerald Maguire, koji je i sam osoba koja muca.
Postoje ograničeni dokazi o učinkovitosti anksiolitika fenibuta u liječenju mucanja i povezane socijalne fobije.

## Poznate osobe
Postoje brojne osobe koje su unatoč mucanju postali uspješni i slavni u poslovima koji zahtijevaju sposobnost držanja javnih govora kao primjerice: hrvatski nogometmi reprezentativac i izbornik Slaven Bilić, hrvatski glazbenik i pjevač Gibonni, guverner HNB-a Željko Rohatinski, engleski matematičar i fizičar Isaac Newton, prvi američki predsjednik George Washington, britanski kralj George VI., prirodoslovac Charles Darwin, američka glumica Marilyn Monroe, bivši britanski premijer Winston Churchill, američki pisac John Updike, engleski matematičar i pisac Lewis Carroll, američki glumac Anthony Quinn, američki pisac Henry James, američki glumac Bruce Willis, britanski glumac Hugh Grant, auatralska pjevačica i glumica Kylie Minogue, američki boksač Mike Tyson, američki igrač golfa Tiger Woods, glumac Rowan Atkinson, američki pievač i tekstopisac Bill Withers i trenutačni američki predsjednik Joe Biden.

## Bilbliografija
- Ivo Škarić (ur.): Govorne poteškoće i njihovo uklanjanje
- Pero Čimbur: Savladao sam mucanje, Mladost, Zagreb, 1988. (338 str.), ISBN 8605001822 [21]
- Ines Galić-Jušić, Mucanje: etiologija, dijagnostika, intervencije, Naklada Slap, Zagreb, 2021. (739 str.), ISBN 9789531919388 [22]
- Dubravka Prpić, Mucanje: priručnik za roditelje, odgojitelje, nastavnike i stručne suradnike, Alfa, Zagreb, 2023. (246 str.), ISBN 9789533644820
- Pavičić Dokoza, Katarina; Hercigonja Salamoni, Darija. 2007. Što je mucanje?. Priručnik za pedijatre. SUVAG. Inačica izvorne stranice arhivirana 26. lipnja 2023. Pristupljeno 26. lipnja 2023.
- Pavičić Dokoza, Katarina; Hercigonja Salamoni, Darija. 2007. Moje dijete muca - kako mu pomoći?. Priručnik za roditelje. SUVAG. Inačica izvorne stranice arhivirana 26. lipnja 2023. Pristupljeno 26. lipnja 2023.